# District de Saint-Claude
Le district de Saint-Claude est une ancienne division territoriale française du département du Jura de 1790 à 1795.
Il était composé des cantons de Saint Claude, les Bouchoux, Longchaumois, Moirans, Molinges, Morez, Saint Laurent, Saint Lupicin et Sept Moncel.